# Frauen-Bundesliga (ishockey)
Fraueneishockey-Bundesliga skapades 1988, som den västtyska damishockeyns elitdivision. Tidigare hade västtyska mästare korats genom att de främsta lagen från respektive regionalmästerskap möttes i ett slutspel. 2013 fanns 3 114 kvinnliga ishockeyspelare i Tyskland.

## Mästare
| Säsong                     | Etta                      | Tvåa                   | Trea                      |
| -------------------------- | ------------------------- | ---------------------- | ------------------------- |
| Fraueneishockey-Endrunde   |                           |                        |                           |
| 1983/1984                  | IGES Reutlingen/Esslingen | EC Bergkamen           | Kaufbeuren                |
| 1984/1985                  | EHC Eisbären Düsseldorf   | EV Füssen              | IGES Reutlingen/Esslingen |
| 1985/1986                  | EHC Eisbären Düsseldorf   | EC Bergkamen           | Kölner Eishockeydamen     |
| 1986/1987                  | EHC Eisbären Düsseldorf   | ESG Esslingen          | EV Füssen                 |
| 1987/1988                  | Mannheimer ERC            | EHC Düsseldorf         | ESG Esslingen             |
| Fraueneishockey-Bundesliga |                           |                        |                           |
| 1988/1989                  | EHC Düsseldorf            | Mannheimer ERC         | ESG Esslingen             |
| 1989/1990                  | Mannheimer ERC            | EHC Düsseldorf         | OSC Berlin                |
| 1990/1991                  | OSC Berlin                | EHC Düsseldorf         | Mannheimer ERC            |
| 1991/1992                  | Mannheimer ERC            | EC Neuss               | EC Bergkamener Bären      |
| 1992/1993                  | Neusser EC                | Mannheimer ERC         | TuS Geretsried            |
| 1993/1994                  | TuS Geretsried            | Mannheimer ERC         | EC Neuss                  |
| 1994/1995                  | ESG Esslingen             | DEC Tigers Königsbrunn | TuS Geretsried            |
| 1995/1996                  | ESG Esslingen             | TuS Wiehl              | TuS Geretsried            |
| 1996/1997                  | ESG Esslingen             | TuS Wiehl              | Grefrather EV             |
| 1997/1998                  | ESG Esslingen             | Mannheimer ERC         | TuS Geretsried            |
| 1998/1999                  | Mannheimer ERC            | TuS Geretsried         | ESC Planegg/Würmtal       |
| 1999/2000                  | Mannheimer ERC            | TuS Geretsried         | TuS Wiehl                 |
| 2000/2001                  | TV Kornwestheim           | TuS Geretsried         | EC Bergkamener Bären      |
| 2001/2002                  | TV Kornwestheim           | SC Riessersee          | OSC Berlin                |
| 2002/2003                  | TV Kornwestheim           | OSC Berlin             | Mannheimer ERC            |
| 2003/2004                  | TV Kornwestheim           | OSC Berlin             | SC Riessersee             |
| 2004/2005                  | EC Bergkamener Bären      | TV Kornwestheim        | OSC Berlin                |
| 2005/2006                  | OSC Berlin                | ESC Planegg/Würmtal    | TV Kornwestheim           |
| 2006/2007                  | OSC Berlin                | ESC Planegg/Würmtal    | SC Riessersee             |
| 2007/2008                  | ESC Planegg/Würmtal       | OSC Berlin             | SC Riessersee             |
| 2008/2009                  | OSC Berlin                | ESC Planegg/Würmtal    | EC Bergkamener Bären      |
| 2009/2010                  | OSC Berlin                | ESC Planegg/Würmtal    | EC Bergkamener Bären      |
| 2010/2011                  | ESC Planegg/Würmtal       | OSC Berlin             | EC Bergkamener Bären      |
| 2011/2012                  | ESC Planegg/Würmtal       | ECDC Memmingen         | EC Bergkamener Bären      |
| 2012/2013                  | ESC Planegg/Würmtal       | ECDC Memmingen         | OSC Berlin                |

### Fotnoter
1. ↑  IIHF, Germany